# Supercopa Argentina de Voleibol Masculino de 2019
A Supercopa Argentina de Voleibol Masculino de 2019, oficialmente Supercopa RUS 2019 por questões de patrocínio, foi a 10.ª edição deste torneio organizado anualmente pela Associação de Clubes da Liga Argentina de Voleibol (ACLAV). O torneio ocorreu no dia 24 de outubro e contou com a presença de duas equipes argentinas.
O Bolívar Voley conquistou seu terceiro título ao derrotar a equipe do Obras San Juan por 3 sets a 2.

## Regulamento
O torneio foi disputado em partida única.

## Local da partida
| San Salvador de Jujuy, Argentina       |
| -------------------------------------- |
| Estadio Federación de Básquet de Jujuy |
| Capacidade: 2 000                      |

## Equipes participantes
As seguintes equipes se qualificaram para a Supercopa Argentina de 2019:
| Equipe         | Cidade                | Qualificação                  | Última participação |
| -------------- | --------------------- | ----------------------------- | ------------------- |
| Bolívar Voley  | San Carlos de Bolívar | Campeão da LVA de 2018–19     | 2017                |
| Obras San Juan | San Juan              | Campeão da Copa ACLAV de 2018 | 2017                |

## Resultado
- A partida segue o horário local (UTC−3).

| Data   | Hora  |               | Placar |                | Set 1 | Set 2 | Set 3 | Set 4 | Set 5 | Total   | Relatório |
| ------ | ----- | ------------- | ------ | -------------- | ----- | ----- | ----- | ----- | ----- | ------- | --------- |
| 24 out | 21:00 | Bolívar Voley | 3–2    | Obras San Juan | 25–23 | 19–25 | 25–20 | 21–25 | 15–13 | 105–106 | Relatório |

## Premiação
| Supercopa Argentina de 2019        |
| Buenos Aires (província)           |
| ---------------------------------- |
| Bolívar Voley Campeão (3.º título) |